# Borys Buryak
Borys Buryak (ukrainisch Борис Буряк) (* 25. Oktober 1953 im Dorf Podwirne, Rajon Nowoselyzja, Oblast Tscherniwzi) ist ein ukrainischer Maler. Er lebt und arbeitet in Lwiw (Lemberg), Ukraine, wo er eine private Schule für Zeichnung und Malerei leitet.
1974 absolvierte er die Kunstschule I. Trusz und studierte bis 1979 an der Akademie der Künste in Lwiw.
Er ist Preisträger des Künstlerverbandes der Ukraine 1991 und des internationalen Wettbewerbs „Neue Namen“ in Moskau (1992).
Seit 1986 ist er an nationalen und internationalen Ausstellungen beteiligt, unter anderem in:
Lwiw, Rzeszów (Polen), New York, Lyon, Metz, Angere (Frankreich), Kiew (Ukraine), Moskau, Wien, Brüssel, Falkenburd (Niederlande), Aachen, Dortmund, München, Wachtberg-Berkum (Deutschland) und Prag. 1998 beteiligte er sich an einer Ausstellung in der UB Siegen.
Arbeiten von Borys Buryak finden sich in zahlreichen Museen der Ukraine, sowie in privaten Sammlungen in der Ukraine, Russland, USA, Frankreich, Deutschland, Österreich, Belgien, Niederlande, Schweiz und Tschechien. Im August 2009 fand eine Retrospektive seiner Werke im National-Museum von Lwiw statt.